# Godfrey Copley

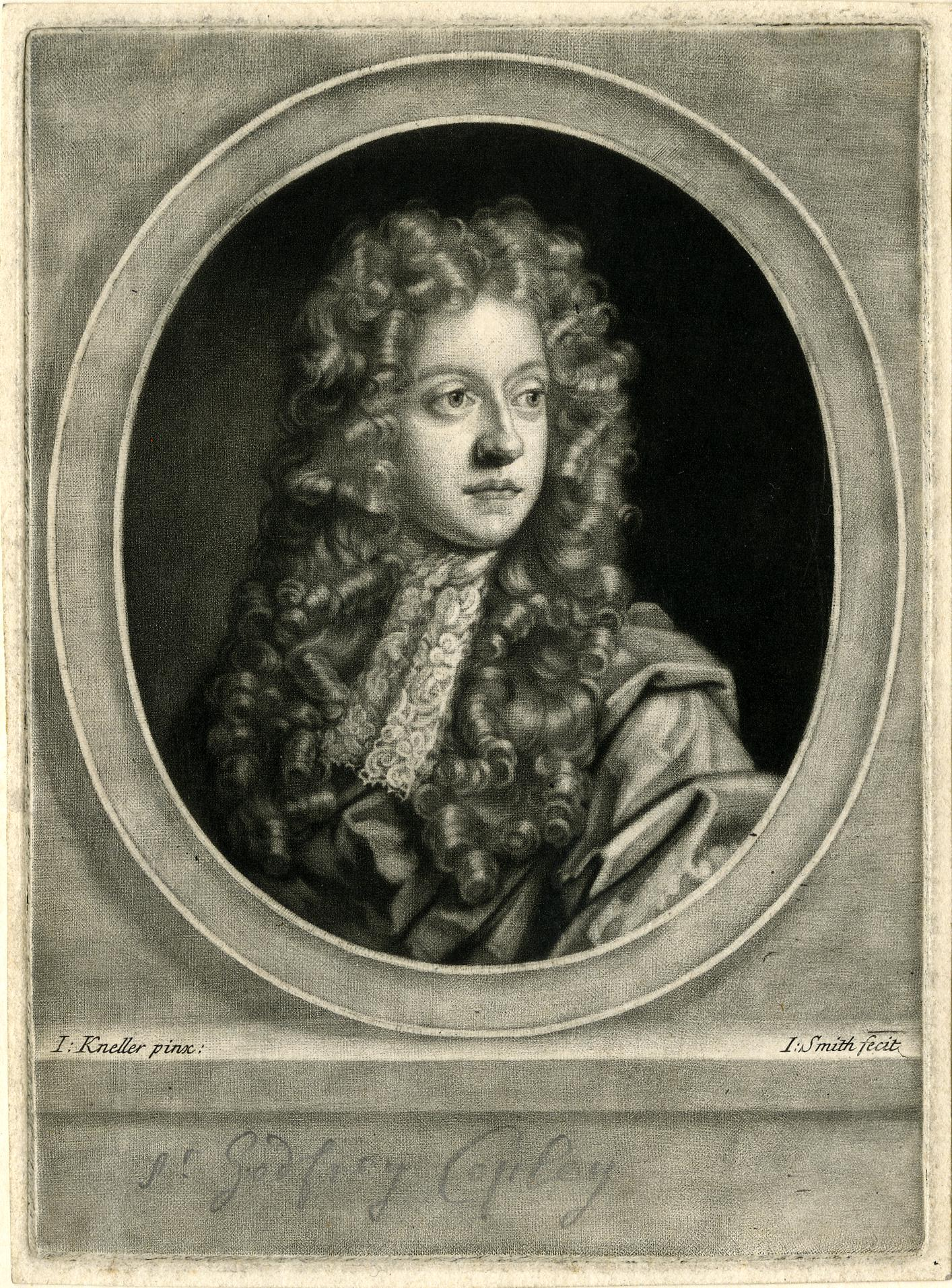
Sir Godfrey Copley, 2. Baronet

Sir Godfrey Copley, 2. Baronet (* um 1653; † 9. April 1709 in Westminster) war ein englisch-britischer Adliger und Politiker, der als Stifter der Copley-Medaille der Royal Society bekannt ist.

## Leben
Copley war der einzige Sohn des Sir Godfrey Copley, 1. Baronet (1623–1678), aus dessen erster Ehe mit Eleanor Walmesley († 1649). Er absolvierte ab 1674 eine juristische Ausbildung an der Lincoln’s Inn und wurde 1681 am Inner Temple als Barrister zugelassen. Nach dem Tod seines Vaters erbte er 1677 dessen Besitzungen, darunter den Familiensitz Sprotbrough House bei Doncaster in Yorkshire, und den Adelstitel Baronet, of Sprotborough in the County of York. Als reicher Grundbesitzer pflegte er mehrere Interessen: Er betätigte sich als Kunstsammler und wurde im Jahr 1691 als Fellow der Royal Society in London gewählt. Von 1679 bis 1681 war er als Abgeordneter für Aldborough und von 1695 bis zu seinem Tod für Thirsk Mitglied des House of Commons. Dazu übernahm er verschiedene andere Ämter, unter anderem war er von 1676 bis 1678 Sheriff von Yorkshire und von 1704 bis zu seinem Tod Comptroller of the Accounts der britischen Armee.
Copley hatte in erster Ehe 1681 Catherine Purcell, eine Tochter von John Purcell geheiratet. Mit ihr hatte er eine Tochter:
- Catherine Copley ⚭ 1681 Joseph Moyle.

In zweiter Ehe heiratete er Gertrude Carew, eine Tochter von Sir John Carew, 3. Baronet (of Antony). Die Ehe blieb kinderlos. Da er ohne männliche Nachkommen starb, erlosch sein Adelstitel mit seinem Tod. Er vermachte der Royal Society eine namhafte Summe, die die finanziellen Mittel für einen jährlich zu vergebenden Preis bereitstellte: die nach ihm benannte Copley-Medaille (englisch Copley Medal). Diese wurde die bedeutendste Auszeichnung der Royal Society für wissenschaftlich herausragende Leistungen und wurde Vorbild für eine Reihe ähnlicher Preise anderer Institutionen.